# Burbank (Kalifornia)
Burbank kaliforniai város Los Angeles megyében. 19 km-re található Los Angeles alsóvárosától. A lakosság száma 2010-ben 103 340 fő volt. Mint a "Média világfővárosa", amely csak néhány mérföldre északkeletre található Hollywoodtól, számos média- és szórakoztatóipari társaság helyezte ide székhelyét, vagy birtokol jelentős gyártási lehetőségeket Burbankben, beleértve a Walt Disney Company-t, a Warner Bros. Entertainment, Nickelodeon Animation Studios-t, NBC-t, Cartoon Network Studios-t, a Cartoon Network és az Insomniac Games nyugati részlegét. A város ezenkívül a  Hollywood Burbank repülőtér otthona. Ez volt a helyszíne Lockheed Skunk Works-ének, amelyik előállított néhányat a repülés legtitkosabb és legtechnikaibb fejlesztései közül, beleértve az  Lockheed U-2-t, amely felfedezte a Szovjetunió rakéta-alkatrészeit Kubában 1962 októberében.

## Legnagyobb munkaadók
2013-as Éves Átfogó Pénzügyi Riport szerint a top munkáltatók a következők:
| #  | Munkaadó                               | # munkavállaló |
| -- | -------------------------------------- | -------------- |
| 1  | The Walt Disney Company                | 7,900          |
| 2  | Warner Bros.                           | 7,400          |
| 3  | Providence Saint Joseph Medical Center | 3,000          |
| 4  | Hollywood Burbank repülőtér            | 2,400          |
| 5  | American Broadcasting Company          | 2,300          |
| 6  | Burbank Unified School District        | 1,900          |
| 7  | City of Burbank                        | 1,500          |
| 8  | Foto-Kem Industries                    | 1,100          |
| 9  | Yahoo!                                 | 500            |
| 10 | Crane/Hydro Air Company                | 500            |

## Fordítás
Ez a szócikk részben vagy egészben  a   Burbank, California című angol Wikipédia-szócikk fordításán alapul.  Az eredeti cikk szerkesztőit annak laptörténete sorolja fel. Ez a jelzés csupán a megfogalmazás eredetét és a szerzői jogokat jelzi, nem szolgál a cikkben szereplő információk forrásmegjelöléseként.